# بت زبروچ

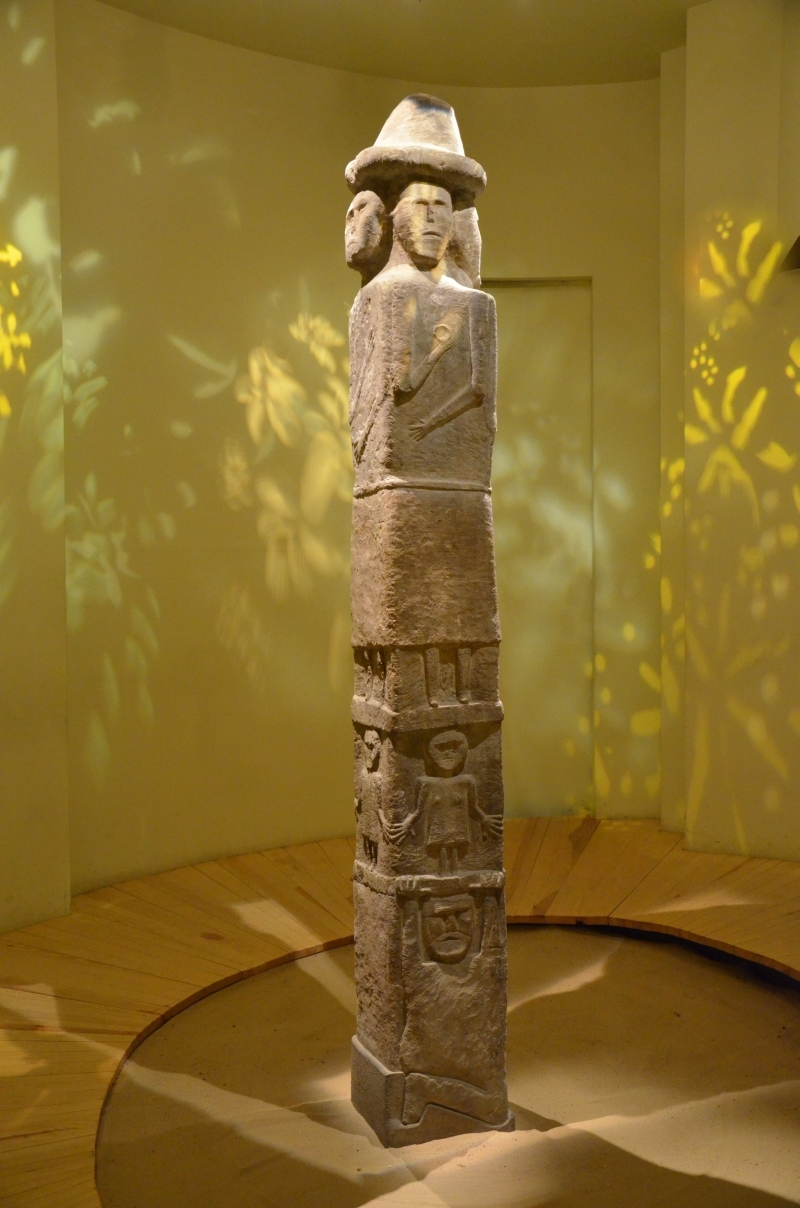
بت زبروچ در کراکوف، موزه باستان‌شناسی

بُت زبروچ یا سویاتُوید (Worldseeker, لهستانی: Światowid ze Zbrucza, اوکراینی: Збручанський ідол، روسی: Збручский идол) نام یک اثر قرن نهمی است که مجسمه‌ای از خدایان اسلاوی قدیم است. این بت یکی از معدود آثار قبل از مسیحیت در میان باورهای اسلاوی است. این ستون گاه مرتبط با خدای سوتوید در نظر گرفته شده ولی معنا و منظور دقیق آن هنوز مشخص نیست. تصور بر این است که سه ردیف از نقش برجسته نشان دهنده سه سطح از جهان اموات، دنیای فانی، آسمان، بزرگترین جهان که دنیای خدایان آسمانی است، باشد.